# Artem Udaczyn
Artem Serhijowycz Udaczyn (ukr. Артем Сергійович Удачин; ur. 26 marca 1980 w Mariupolu) – ukraiński sztangista, czterokrotny medalista mistrzostw świata.
Startuje w kategorii powyżej 105 kg. Jego największym dotychczasowym sukcesem jest dwukrotne wicemistrzostwo świata (2006, 2009). Najbliżej złota w dwuboju był w 2009 w Koyang, gdzie masą ciała przegrał z Koreańczykiem An Yong-kwonem.

## Osiągnięcia
| Rok  | Zawody               | Miasto        | Miejsce | Kategoria | Wynik  |
| ---- | -------------------- | ------------- | ------- | --------- | ------ |
| 2002 | Mistrzostwa świata   | Warszawa      | 3       | +105 kg   | 440 kg |
| 2006 | Mistrzostwa świata   | Santo Domingo | 2       | +105 kg   | 439 kg |
| 2008 | Igrzyska olimpijskie | Pekin         | 4       | +105 kg   | 442 kg |
| 2009 | Mistrzostwa świata   | Koyang        | 2       | +105 kg   | 445 kg |
| 2010 | Mistrzostwa świata   | Antalya       | 3       | +105 kg   | 440 kg |